# 이낙영
이낙영(1982년 6월 24일 ~ )은 대한민국의 전 축구 선수 및 축구 감독으로, 현재 중앙고등학교의 감독을 맡고 있다.

## 축구인 생활

### 지도자 생활
2016년 이사장으로 승진한 이영무 감독의 후임으로 고양 자이크로 FC 감독직에 취임하였고, 34살의 나이에 감독직에 오르며, 36살에 감독직을 맡았던 상무 축구단 노흥섭 감독의 K리그 최연소 감독 기록을 갱신하였다.
2018현재 중앙고등학교 축구부 감독